# Frikandel

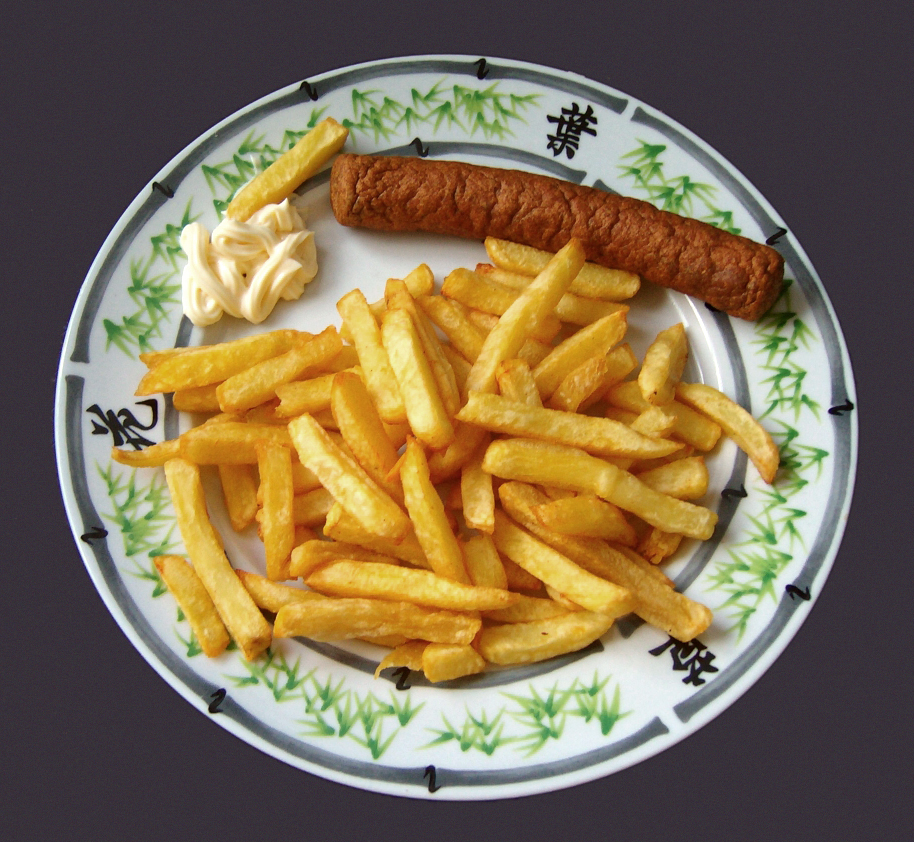
Un Frikandel con patatas fritas y mayonesa

El frikandel o frikadel (fricandelle o fricadelle en francés) es un plato típico de Bélgica, Países Bajos y el norte de Francia (concretamente, el Flandes francés y Artois). Es por regla general una salchicha de forma alargada, de color oscuro y suele servirse caliente.   Al contrario que otras salchichas (generalmente comidas cocidas o asadas) el frikandel suele comerse frita. Generalmente servida con una rebanada de pan, en este caso se denomina broodje frikandel. En algunas áreas de Bélgica, tales como las provincias de Amberes y del Brabante Flamenco se denomina a esta salchicha currywurst (literalmente, «salchicha de curry»).

## Características y servir
En Bélgica el frikandel consiste principalmente en una mezcla de carne de cerdo, vaca, pollo y caballo. En Alemania se suele preferir que el snack holandés sea de 100% carne de pollo. Debido a la descripción ambigua que se suele hacer de la receta, es creencia popular que el contenido de la salchicha es procedente de la carne de las vísceras, como puede ser el cerebro o los testículos. Los adultos suelen contar[cita requerida] a los niños algunas historias fantásticas y de horror sobre el contenido 'ficticio' de estas salchichas.
Se suele servir el frikandel con kétchup o curry ketchup, mayonesa, y cebollas finamente picadas. Un frikandel con  mayonesa, ketchup o curry ketchup con cebolla picada se suele referir como un frikandel speciaal. El frikandel speciaal por regla general se corta por la mitad para proporcionar espacio a las cebollas o a las diversas salsas con las que se sirve. Los frikandellen pueden ser encontrados en muchos lugares acompañados de las kroketten y otras variantes de snack holandesas como las bitterballen. En algunas costas de España donde veranean frecuentemente los holandeses, tal y como por ejemplo en Blanes, es frecuente probar estos snacks.